# Aichi H9A
Aichi H9A (二式練習飛行艇, Szkolna Łódź Latająca Marynarki Wzór 2 Model 11) – japońska łódź latająca z okresu II wojny światowej. Jedyna seryjnie produkowana łódź latająca zaprojektowana jako samolot szkolno-treningowy. Łącznie zbudowano 31 samolotów, używane także jako maszyny patrolowe i samoloty ZOP. W czasie wojny nie znana aliantom i nie otrzymał amerykańskiej nazwy kodowej.

## Historia
Produkująca od 1920 samoloty wytwórnia Aichi Kokuki KK zyskała bardzo dobrą reputację, projektując i budując szereg wodnosamolotów i łodzi latających, używanych przez Japońską Marynarkę Wojenną. Prace nad nową konstrukcją rozpoczęto w styczniu 1940 na zamówienie dowództwa Marynarki Wojennej, które chciało mieć łódź latającą przeznaczoną do szkolenia załóg. Samolot został zaprojektowany pomiędzy majem a grudniem 1940 przez zespół, kierowany przez Morishige Mori.
W czasie projektowania samolot nosił wewnętrzne oznaczenie firmy AM-212. Krótkie oznaczenie Marynarki, H9A, oznacza kolejno: H – łódź latająca, 9 – dziewiąty typ łodzi latającej przyjęty do służby oraz A – producent. Pełna nazwa samolotu brzmiała: Szkolna Łódź Latająca Marynarki Wzór 2 Model 11. Wzór 2 oznacza w niej rok wprowadzenia samolotu do służby według kalendarza japońskiego (rok 2602, czyli 1942 według kalendarza juliańskiego).
Pierwszy z trzech prototypów został ukończony i oblatany we wrześniu 1940. Wszystkie trzy prototypy napędzane były silnikami Nakajima Kotobuki 41 Kai 2 o mocy 710 KM przy starcie i 780 KM na wysokości 2900 metrów, o dwupłatowych, drewnianych śmigłach. W pierwotnej wersji samolot miał niezadowalające właściwości pilotażowe i złą charakterystykę startu i lądowania na wodzie. Aby temu zaradzić, silniki zostały umieszczone niżej na skrzydłach, zmieniono konstrukcję klap oraz powiększono rozpiętość i powierzchnię skrzydeł (odpowiednio z 21 na 24 metry i z 58,62 na 63,3 metry kwadratowe). W tak zmienionej postaci (H9A1) i napędzany przez silniki Nakajima Kotobuki 42 lub 43 z trójpłatowymi, metalowymi śmigłami samolot został przyjęty przez Marynarkę, która zamówiła krótką serię produkcyjną. Łącznie w latach 1942–43 wyprodukowano 24 samoloty w fabryce Aichi i dodatkowo w 1944 cztery w zakładach Nippon Hikoki.
Samoloty wykorzystywano do końca wojny do zadań szkolno-treningowych oraz w ograniczonym zakresie do misji patrolowych w pobliżu Japonii. Do końca wojny pozostały nieznane aliantom i nie otrzymały żadnej amerykańskiej nazwy kodowej. Jedyna seryjnie produkowana łódź latająca, zaprojektowana jako samolot szkolno-treningowy.

## Konstrukcja
Samolot Aichi H9A był dwusilnikową łodzią latającą ze skrzydłami typu parasol o konstrukcji metalowej krytej lekkimi blachami, sklejką i płótnem z podwoziem częściowo chowanym do kadłuba.
Napęd stanowiły dwa chłodzone powietrzem, 9-cylindrowe silniki gwiazdowe typu Nakajima Kotobuki o mocy startowej 710 KM każdy. Załogę tworzyło maksymalnie pięć osób, na pokład zabierano do trzech uczniów.
Płatowiec o rozpiętość 24 m mierzył 16,95 m długości, 5,25 m wysokości, powierzchnia skrzydeł 63,3 m². Masa własna 4900 kilogramów, normalna masa startowa 7000 kilogramów, a maksymalna masa startowa do 7500 kilogramów.
Prędkość maksymalna wynosiła 316 km/h na wysokości 3000 metrów, prędkość przelotowa 185 km/h na wysokości 1000 metrów. Pułap maksymalny 6780 metrów, zasięg samolotu – do 1160 mil morskich (2148 kilometrów).
Uzbrojenie stanowiły dwa pojedyncze karabiny maszynowe Typ 92 kalibru 7,7 mm w otwartych kabinach dziobowej i tylnej oraz do 500 kilogramów bomb lub bomb głębinowych.